# Luís Roberto da Silva

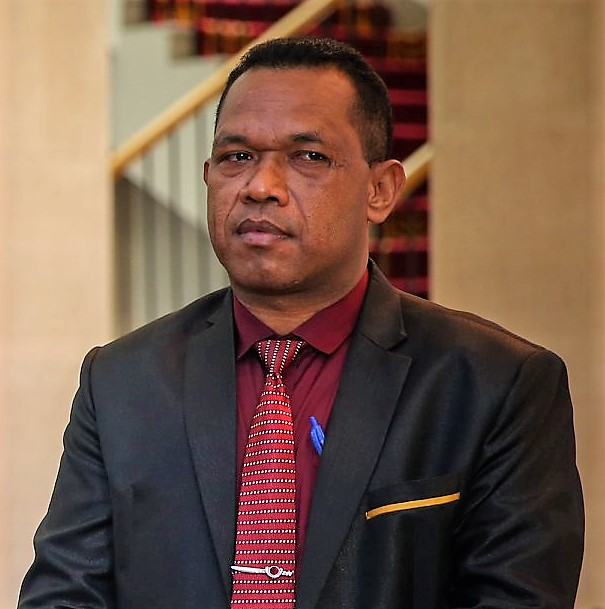
Luís Roberto da Silva (2020)

Luís Roberto da Silva (* 7. Juni 1977 in Uai Oli, Baucau, Osttimor) ist ein osttimoresischer Politiker. Er ist Mitglied der Kmanek Haburas Unidade Nasional Timor Oan (KHUNTO).

## Werdegang

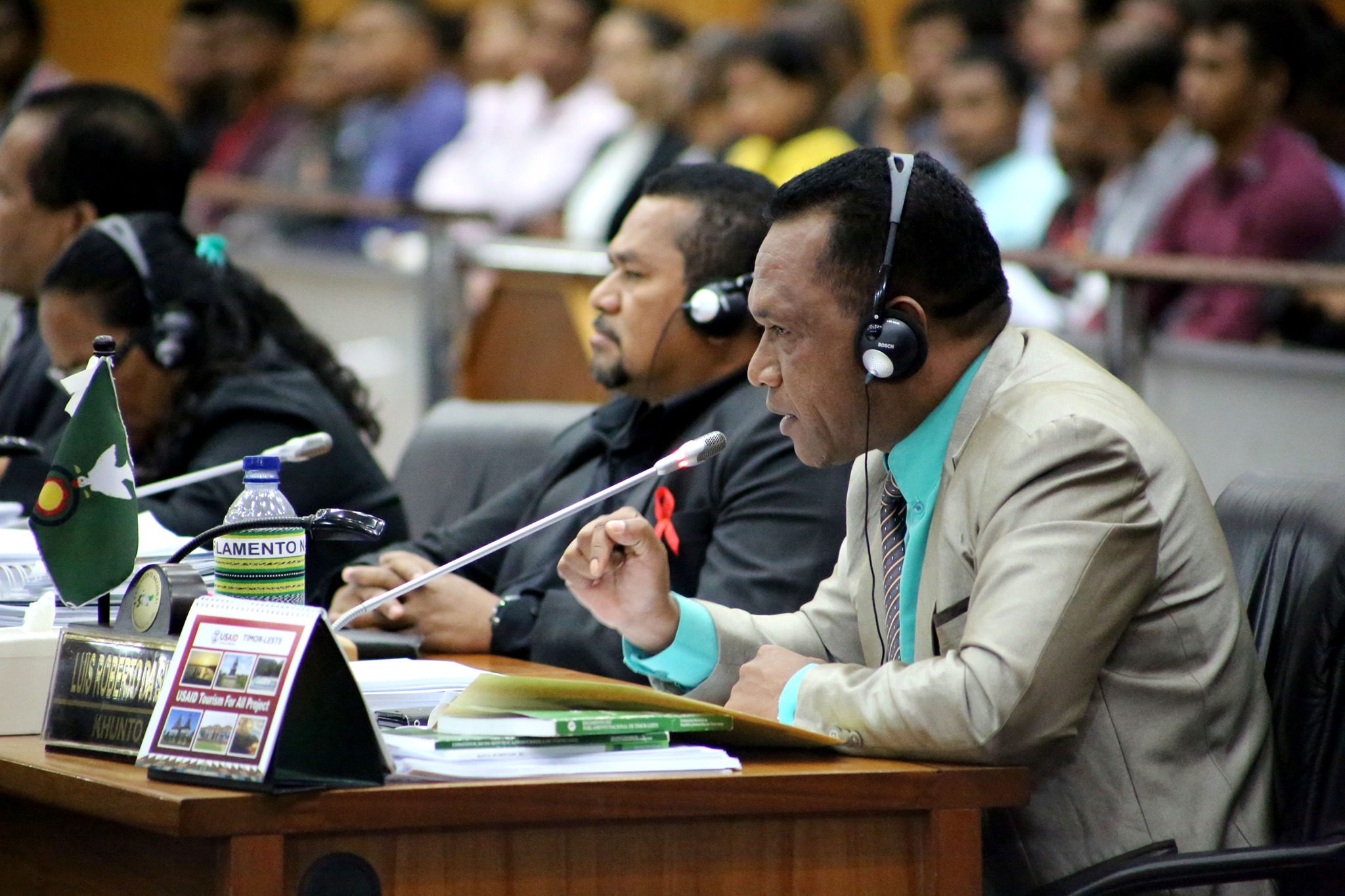
Silva im Parlament (2019)

Silva ist im Zivilberuf Angestellter im öffentlichen Dienst.
In der KHUNTO wurde Silva zunächst dritter Vizegeneralsekretär, später erster Vize, bevor er im März 2020 aus dem Parteipräsidium ausschied.
2017 gelang Silva bei den Parlamentswahlen am 22. Juli auf Platz 5 der Parteiliste der KHUNTO der Einzug in das Nationalparlament als Abgeordneter. Hier war er Fraktionsvorsitzender der KHUNTO, Mitglied in der Kommission für konstitutionelle Angelegenheiten, Justiz, Öffentliche Verwaltung, lokale Rechtsprechung und Korruptionsbekämpfung (Kommission A) und Vizevorsitzender der Kommission für Außenangelegenheiten, Verteidigung und nationale Sicherheit (Kommission B). Bei den vorgezogenen Neuwahlen 2018 stand Silva auf Platz 29 der Aliança para Mudança e Progresso (AMP), zu der auch KHUNTO gehört, und kam erneut in das Parlament. Am 14. Juni wurde Silva zum zweiten Vizepräsidenten des Parlaments gewählt. Er war zudem in der Kommission für Außenangelegenheiten, Verteidigung und Sicherheit (Kommission B).
Bei den Parlamentswahlen 2023 kandidierte Silva auf Platz 5 der Liste der KHUNTO und zog wieder in das Nationalparlament ein. In der Kommission für Außenangelegenheiten, Verteidigung und Sicherheit (Kommission B) wurde er Vizepräsident.